# Friedrich Loock (Kulturmanager)
Friedrich Loock (* 20. Oktober 1959 in Bocholt, Westfalen) ist ein deutscher Diplom-Kaufmann, Kulturmanager und -wissenschaftler. Er war von 1998 bis 2023 Ordinarius für Kultur- und Medienmanagement an der Staatlichen Hochschule für Musik und Theater Hamburg. Bis 2015 war er Direktor des dortigen Instituts für Kultur- und Medienmanagement (KMM).

## Werdegang
Friedrich Loock schloss seine Schullaufbahn mit dem Abitur in Bocholt/Westfalen ab und studierte ab 1979 Betriebswirtschaftslehre und Publizistik an der Universität Bielefeld und an der Freien Universität Berlin. Nach dem Studienabschluss zum Diplom-Kaufmann durchlief er zwischen 1984 und 1986 ein Training-on-the-job im Verbund mit der Unternehmensberatung Arthur D. Little, das er als Senior Consultant abschloss.
Zwischen 1987 und 1989 promovierte Friedrich Loock über das Zusammenwirken von Wirtschaft und Kultur zum Dr. rer. pol. in Berlin. Im Rahmen der Promotion forschte er jeweils längere Zeit in den USA und in Frankreich.
Friedrich Loocks berufliche Stationen außerhalb wissenschaftlicher Einrichtungen waren die Berliner Senatsverwaltung für Wirtschaft und Arbeit (Grundsatzreferent), die Deutsche Lufthansa AG in Frankfurt/Main als „Referent Public Affairs“, die Geschäftsführung der Loock & Partner Beratungsgesellschaft für Marketing und Betriebsführung (Hamburg) sowie die Geschäftsführung der Carl Herding GmbH (Bocholt/Westfalen).
1994 übernahm Friedrich Loock eine Professur für „Public Management – Öffentliches Dienstleistungsmanagement“. Er leitete als Vorsitzender der gemeinsamen Kommission der Berliner Fachhochschulen für Technik und Wirtschaft (FHTW) sowie für Verwaltung und Rechtspflege (FHVR) bis 1998 deren gemeinsamen Studiengang.
Zum Wintersemester 1998/1999 wechselte Friedrich Loock als C4-Professor für Kultur- und Medienmanagement zur Leitung des Studiengangs KMM an die Hamburger Hochschule für Musik und Theater (HfMT), zunächst im Rahmen einer Stiftungsprofessur der ZEIT-Stiftung Ebelin und Gerd Bucerius (bis 2002). Er gründete im Jahre 2000 das Institut für Kultur- und Medienmanagement Hamburg (KMM Hamburg). 
Friedrich Loock war mit Oboe und Englisch Horn mehrfach Landes- und Bundespreisträger „Jugend musiziert“. 

## Ehrenamt und Mitgliedschaften
- Vertreter der Stifterin Liz Mohn im Vorstand der Liz Mohn Kultur- und Musikstiftung, Gütersloh
- Gründungsvorstand und Vorsitzender der Arbeitsgruppe „creative sector“ im European Consultancy Network, Frankfurt/Main
- Mitglied des Sachverständigenrats in der „Kommission zur Evaluation öffentlicher Kultureinrichtungen“, Berlin
- Gründungsvorstand der Hermann-Rauhe-Stiftung, Hamburg.
- seit 2002 Mitglied der  Kulturpolitischen Gesellschaft.[2]

Die gemeinnützige Gesellschaft „EmMi LuebesKind“, die sich insbesondere der Förderung von Pflege- und Adoptivverhältnissen widmet, gründete er gemeinsam mit seiner Ehefrau Susanne Litzel.